# 吳惠覺
吴惠觉（?—?），南朝陈秦郡（辖境今江苏省南京市六合区）人，吴明彻的儿子。
陈宣帝太建九年（577年），吴惠觉以南平郡开国公世子、戎昭将军，摄行南兖州刺史事，嗣封为邵陵县侯。官至黄门侍郎。陈后主至德三年（585年），平章大宝叛乱有功，被升任为丰州刺史。